# Robson Da Silva
Robson da Silva (Río de Janeiro, Brasil, 4 de septiembre de 1964) es un atleta brasileño retirado, especializado en la prueba de 4 × 100 m en la que llegó a ser medallista de bronce olímpico en 1996.

## Carrera deportiva
En los JJ. OO. de Seúl 1988 ganó la medalla de bronce en los 200 metros.
Y en los JJ. OO. de Atlanta 1996 ganó la medalla de bronce en los relevos 4 × 100 metros, con un tiempo de 38.41 segundos, tras Canadá (oro) y Estados Unidos (plata), siendo sus compañeros de equipo: Arnaldo Da Silva, Édson Ribeiro y André da Silva.